# Vin gris
 (octobre 2017).
Si vous disposez d'ouvrages ou d'articles de référence ou si vous connaissez des sites web de qualité traitant du thème abordé ici, merci de compléter l'article en donnant les références utiles à sa vérifiabilité et en les liant à la section « Notes et références ».
Le vin gris est une variante du vin rosé, à macération très courte et donc à robe très claire. Comme le rosé, il est généralement obtenu par la vinification en blanc de raisin noir (en particulier le pinot noir, ou parfois le gamay comme dans le cas du gris-de-toul) ; enfin, il est également produit en vinifiant du raisin gris (comme le grenache gris ou le pinot gris), donnant alors du vin gris de gris.

## Vinification courante
Le pinot noir est un raisin noir mais peut également être utilisé pour faire du vin rosé ou du vin blanc. Le jus récupéré est séparé de tout contact avec la peau du raisin, laissant les colorants et arômes d'un côté et le jus de l'autre. Le jus est ensuite fermenté normalement dans des réservoirs en acier inoxydables avant d'être mis en bouteille peu de temps après, sans vieillir dans des barriques de chêne. La production d'un petit volume de vin gris (ou de vin rosé) peut également être employée comme technique pour améliorer le vin rouge : enlever le jus clair augmente la concentration des colorants et des arômes dans le jus restant qui servira pour faire le vin rouge.

## Spécificité dugris-de-toul
L'autre raisin utilisé pour obtenir les vins gris est le gamay, essentiellement présent en Lorraine (Côtes de Toul et côtes de Meuse). La vinification est la même qu'avec le pinot noir (contact court du jus blanc avec les peaux rouges pendant le pressurage), mais la saveur fruitée du gamay modifie beaucoup le goût du vin.
Le champagne est souvent élaboré selon ce procédé, comme celui appelé le blanc de noirs.

## Gris de gris
Ce vin spécifique est élaboré avec un cépage gris (code ampélographique G) et vinifié comme du blanc et du rosé. Le plus célèbre est celui provenant du cépage grenache gris produit dans la zone du littoral languedocien : le « vin de pays des sables du golfe du Lion ». Il en existe aussi à partir d'un aramon gris, un pinot gris (par ex. Bourgogne côte saint-jacques à Joigny), un picpoul gris, un sauvignon gris, et un terret gris.